# Виша
Виша — река в России, протекает по территории Владимирской и Нижегородской областей. Устье реки находится в 152 км по левому берегу реки Ока (старица Жайская Лука). Длина реки — 33 км, площадь водосборного бассейна — 279 км². Протекает через одноимённое озеро Виша, являющееся памятником природы.

## Данные водного реестра
По данным государственного водного реестра России относится к Окскому бассейновому округу, водохозяйственный участок реки — Ока от города Муром до города Горбатов, без рек Клязьма и Тёша, речной подбассейн реки — бассейны притоков Оки от Мокши до впадения в Волгу. Речной бассейн реки — Ока.
Код объекта в государственном водном реестре — 09010301212110000031056.